# Bahía Negra
Bahía Negra – miasto w Paragwaju, w departamencie Górny Paragwaj.